# Ювеналія (Краків)
Краківська Ювеналія — щороку ювеналія відбувається в травні в місті Краків.
У багатьох академічних містах в ці дні відбувається символічна передача президентами міст ключів до міських воріт. Забава триває, як правило, протягом тижня, під час якого проводяться численні концерти та інші культурні та спортивні заходи. Кульмінаційним елементом студентського свята є парадний марш.

## Назва
Назву студентському святу дав Флоріан Неуважний. Виникла вона в 1954 році, як альтернатива запропонованій назві: «Сатурналії» (римське свято з традицією свята на кілька днів, в якій також брали участь раби). Назві «Сатурналії» бракувало елементу молодості, звідси пропозиція професора Неуважного, аби студентське свято називалося «Ювеналія» (від латинського iuvenis — молодий чоловік).

## Перші святкування

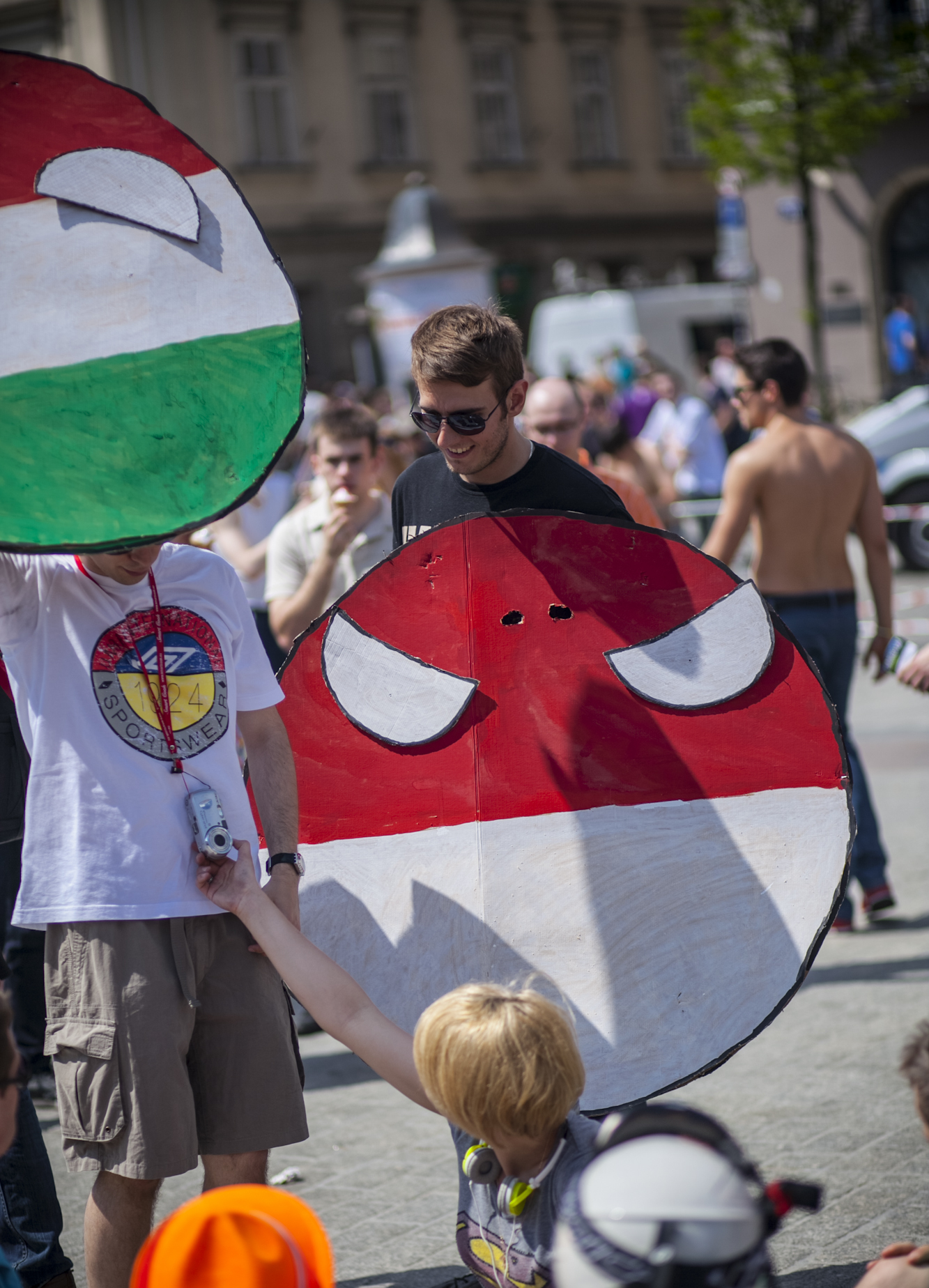
Учасник краківської ювеналії під час маршу на Площу Ринок

Перша Ювеналія в Польщі відбулася 12 травня 1964 року в Кракові з нагоди 600-річчя Ягеллонського університету. Потім народилася концепція парадного маршу. Процесія, що налічувала 12 тисяч студентів, пройшла від Вавеля до площі Ринок з гаслом «Від Казимира Великого до Казимира Лепшого» (проф. Казимир Лепший був тоді ректором Ягеллонського університету). Раніше, ще в 1950-х роках, також у Кракові, у травні відбувалися різноманітні студентські святкування, наприклад, ініціація, організована в Collegium Maius, що пов'язана з давніми традиціями студентів.

## Традиції, пов'язані з ювеналією
Щороку президенти міст передають студентам ключі від міських воріт, символічно даючи їм владу. Ювеналія не може відбутися без обрання найгарнішої студентки та найсимпатичнішого студента. Варто відзначити, що це давня традиція. Ще в XV столітті) спудеї обирали короля з-поміж себе.

## Інші події
У 1968-му, після березневих демонстрацій академічної молоді, традиційну ювеналію замінили різноманітними культурними заходами (концертами тощо). Схоже було в період воєнного стану (1982—1983). Ювеналія 1977 року відбулася в атмосфері напруги після трагічної смерті студента Ягеллонського університету Станіслава Пияса. 1981 року ювеналія не відбулася — через замах на Івана Павла II.